# IC 5336/1
IC 5336/1 је спирална галаксија у сазвијежђу Пегаз која се налази на листи објеката дубоког неба у Индекс каталогу.
Деклинација објекта је + 21° 5' 58" а ректасцензија 23h 36m 18,7s. Привидна величина (магнитуда) објекта IC 5336 износи 15,2 а фотографска магнитуда 16,0.